# Corona di forzamento

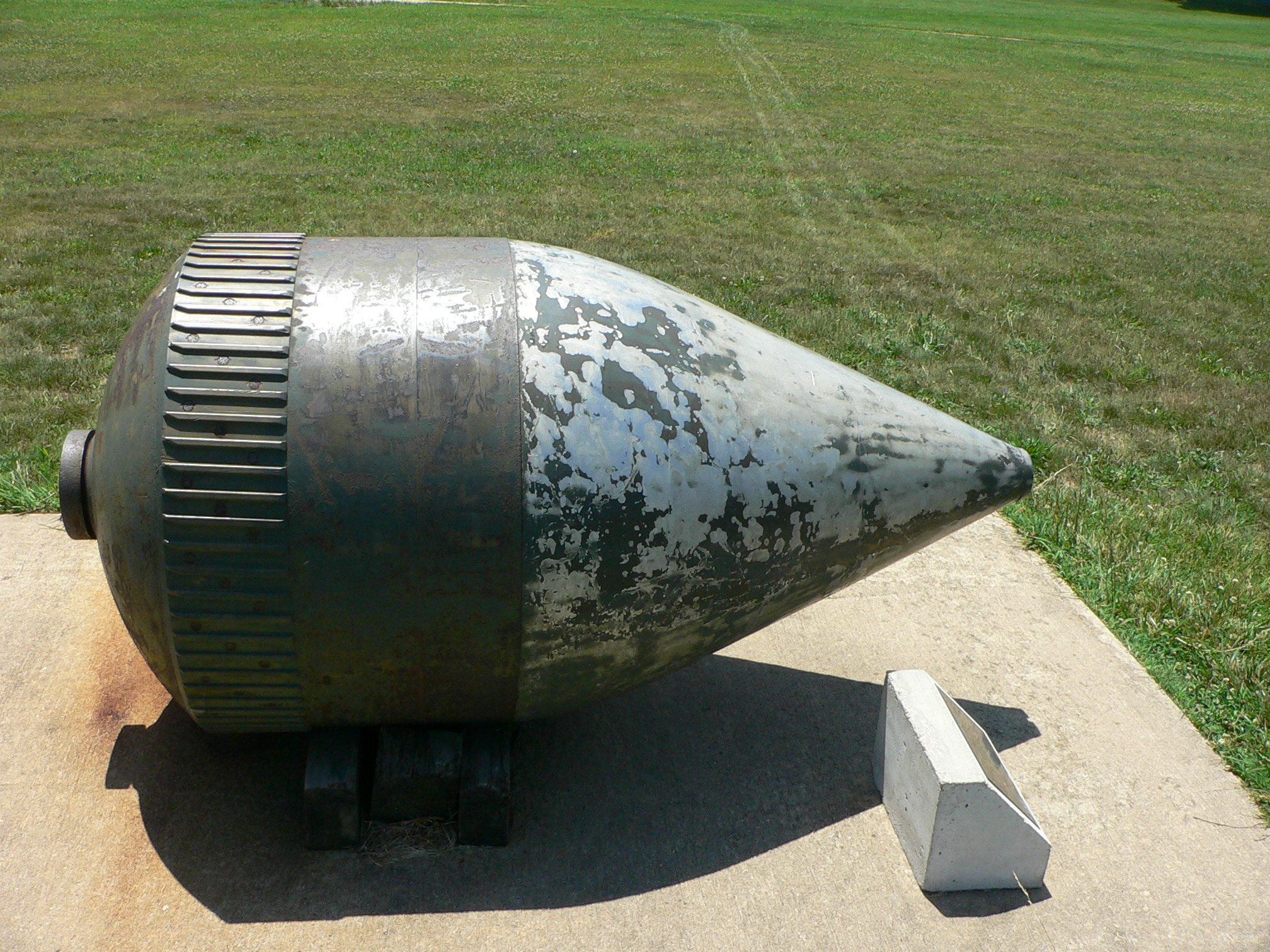
Corona di forzamento su una granata del Little David.

La corona di forzamento è un componente del proietto di artiglieria, costituita da una fascia di metallo dolce, tipicamente rame o piombo, posta intorno al corpo bomba.

## Descrizione tecnica
Su ogni proietto possono essere presenti da una a tre corone. La fascia ha un diametro esterno leggermente superiore al calibro misurato tra i pieni di rigatura. Al momento dello sparo, la pressione dei gas forza la corona entro la parte rigata della canna, deformandosi contro i pieni di rigatura, assolvendo a due funzioni: aumenta la tenuta dei gas, che altrimenti fuoriuscirebbero nello spazio tra il corpo bomba ed i vuoti di rigatura, ed imprime un moto rotatorio alla granata, secondo il verso della rigatura. Nelle armi da fuoco portatili a canna rigata, l'intero proiettile è in genere coperto da rame o da una lega morbida, in modo da comportarsi come un'unica corona di forzamento.
Uno svantaggio dell'uso della corona di forzamento è che essa deve essere posizionata sul punto più largo della munizione e nei pressi del centro di gravità della munizione; questi, idealmente, coincidono. Alle alte velocità supersoniche considerazioni aerodinamiche richiedono che il punto più largo sia verso il retro del punto di equilibrio. Anche l'aumento di peso della granata rende più difficile progettare la corona di forzamento: infatti i gas propellenti, invece di spingere il proietto nella canna, potrebbero semplicemente staccare e spingere fuori la fascia.
Alcune armi che operano ad alto rateo di fuoco, come il cannone Gatling GAU-8 Avenger, usano corone di forzamento in plastica anziché in metallo morbido, con il vantaggio di ridurre l'usura dell'anima rigata, allungando la vita media e la precisione dell'arma.

## Varianti
Per le armi rigate ad avancarica, come alcuni mortai, le corone di forzamento delle bombe sono pre-intagliate. Quando i proiettili HEAT sono usati in cannoni rigati, per ridurre la rotazione impartita dalla rigatura (che riduce l'efficacia della carica cava), sono impiegate invece corone rotanti "folli".